# 153a Brigada Mixta (Exèrcit Popular de la República)
La 153a Brigada Mixta va ser una unitat de l'Exèrcit Popular de la República que va prendre part en la Guerra Civil Espanyola. Formada per l'antiga columna «Terra i Llibertat», va prendre part en les batalles de Belchite, Aragó o Segre.

## Historial
La unitat va ser creada el juny de 1937, en el front d'Aragó, a partir de la militarització de la columna «Terra i Llibertat». També se li haurien unit elements de variada procedència, com el «Batalló de la Mort» o antics poumistes de la 29a Divisió. Per a la prefectura de la unitat va ser nomenat el major de milícies Antonio Seba Amorós, mentre que l'anarquista Francisco Señer Martín va ser nomenat comissari polític. Durant els primers mesos va passar per un període de formació. Més endavant, la 153a Brigada Mixta quedaria integrada en la 24a Divisió del XII Cos d'Exèrcit.
La unitat va prendre part en la batalla de Belchite. Destinada en la rereguarda, a Casp, la 153a BM va ser cridada per a intervenir en la nova ofensiva republicana. Després de tenir algunes dificultats, el 28 d'agost va aconseguir penetrar a Belchite per la carretera de Mediana. A partir del 5 de setembre la unitat, al costat de la 32a Brigada Mixta, va quedar a càrrec del cèrcol de Belchite. Els últims fotos de resistència van continuar fins a l'endemà, quan es van rendir. Durant els següents mesos va romandre inactiva.
Al començament de març de 1938 la unitat es trobava desplegada pel sector de Fuendetodos-Azuara-Herrera, comptant per a llavors amb uns efectius humans de 2.970 homes. La 153a Brigada Mixta es trobava situada en l'eix de l'atac enemic, i hagué de resistir el gruix de l'ofensiva enemiga. Conseqüència d'això, la brigada va quedar destrossada i degué retirar-se; el comandament de la unitat, Seba, va ser expedientat i destituït. Les restes de la brigada van quedar totalment dispersos al Nord de l'Ebre, quedant breument integrats en l'Agrupació Autònoma de l'Ebre. El 19 d'abril la 153è es trobava desplegada a Valdomà, passant a integrar-se en la 30a Divisió del XI Cos d'Exèrcit. La prefectura de la unitat va passar al major de milícies Antonio Núñez Balsera, comptant amb el capità Emilio Callizo Val com a cap d'Estat Major.
El 13 d'agost va participar en l'ofensiva sobre el cap de pont de Vilanova de la Barca, rellevant a la 3a Brigada Mixta; quatre dies més tard la 153a BM va travessar el riu Segre, després de sofrir fortes pèrdues. Un dels batallons de l'a unitat va arribar a prendre part en la batalla de l'Ebre.
Durant la Campanya de Catalunya va intervenir en algunes accions, si bé va tenir un paper poc rellevant.

## Comandaments
Comandants
- Major de milícies Antonio Seba Amorós;
- Major de milícies Antonio Núñez Balsera;

Comissaris
- Francisco Señer Martín, de la CNT;[9]